# Frans Bauer
 (janvier 2009).
Si vous disposez d'ouvrages ou d'articles de référence ou si vous connaissez des sites web de qualité traitant du thème abordé ici, merci de compléter l'article en donnant les références utiles à sa vérifiabilité et en les liant à la section « Notes et références ».
Frans Bauer est un chanteur néerlandais né le 30 décembre 1973 à Roosendaal.

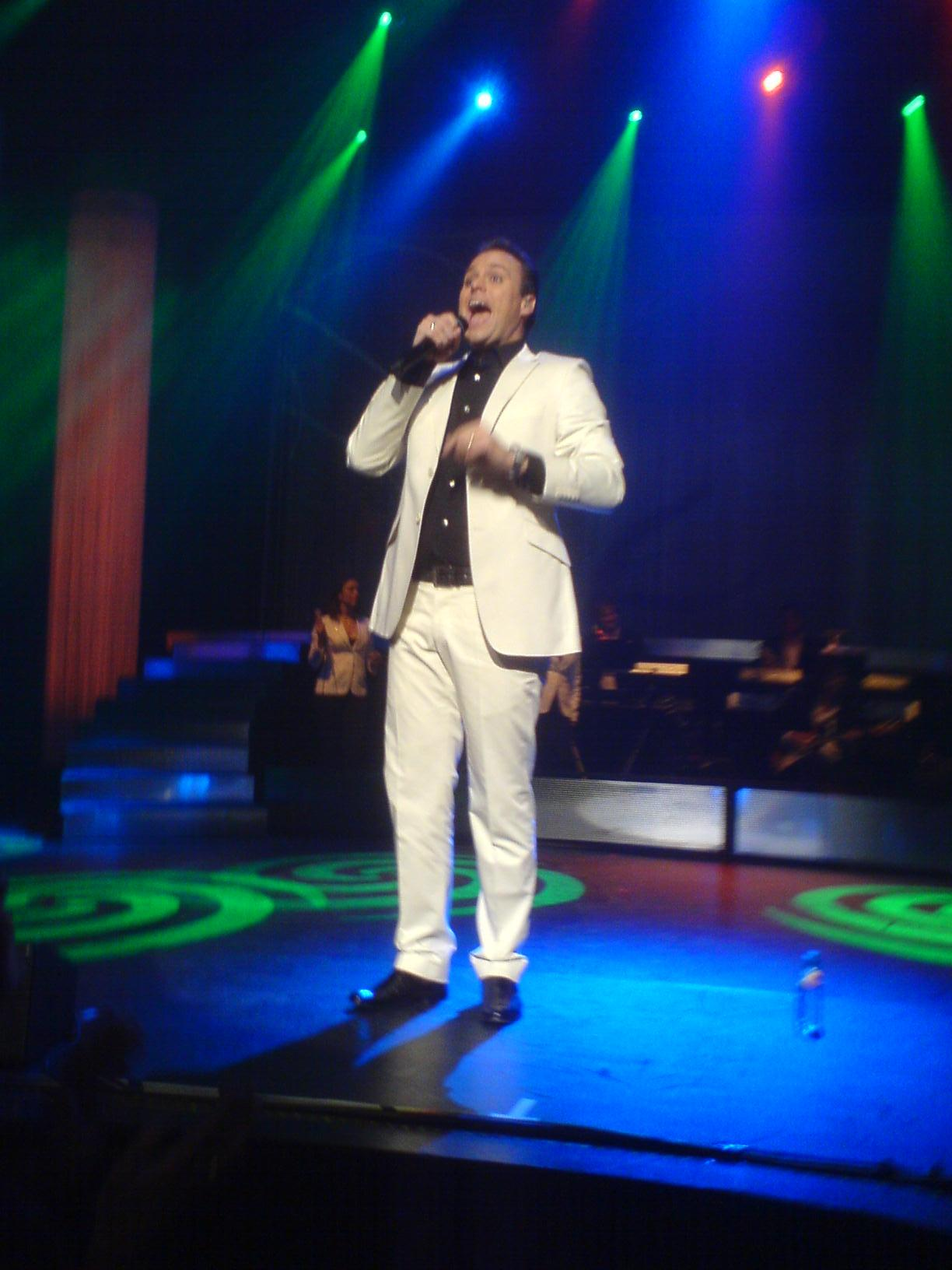
Frans Bauer

## Biographie
Dès son plus jeune âge, Frans Bauer est déterminé à devenir un chanteur. Ses idoles sont Julio Iglesias et Elvis Presley.
Sa carrière musicale a pris forme en 1987, quand il a enregistré son premier single Ben je jong? (Êtes-vous jeunes?), sous la supervision de producteurs Riny Schreijenberg et Emile Hartkamp.
Il s'est dernièrement illustré dans un disque de duos avec la chanteuse flamande Laura Lynn.